# Daniela Carpio
Daniela Carpio, conocida como Di WAV, es una cantautora, músico, artista visual, acrtíz y directora suiza-guatemalteca- americana. Artista de música  alternativa  que fusiona sonidos rock, indie, pop,  electrónica y  góticos creando su propio estilo. Di WAV canta en inglés y español.

## Primeros Años
Daniela Carpio Fischer nació y creció en la Ciudad de Guatemala. Di WAV escribió su primera canción a los 14 años y comenzó a actuar y modelar.  En 2003 se mudó a la Ciudad de Panamá, Panamá, donde se matriculó en la universidad y continuó sus estudios musicales, adquiriendo conocimientos en el campo de la producción y dirección. En 2007 recibió su licenciatura en Comunicación Social de la Universidad Católica Santa María La Antigua y regresó a Guatemala. Comenzó a cantar profesionalmente en 2008.

## Trabajo en Televisión
En el año 2006 debuta como presentadora de televisión en el programa ecuestre de Panamá, "Solo Caballos" el cual se transmite por el canal Mall TV de la cadena panameña Medcom. Trabaja en dicho programa por dos temporadas.  
En el año 2011 es elegida como imagen de Pepsi para Guatemala y es presentadora del Pepsi Music Challenge TV junto a Nelson Bustamante, transmitido por Albavision, el cual rompe récord en índices de audiencia.
Daniela Carpio vuele a incursionar en la televisión en el año 2014 en la cadena Azteca Guatemala como conductora en los programas Ventaneando Acá y Academia Kids.

## Digital
En el 2015, Carpio emigra a los Estados Unidos buscando nuevas oportunidades. Obtiene el rol de productora y presentadora en la plataforma digital de Spanish Broadcasting System LaMusica. Actualmente conduce los shows "Alterlatino" y "#TBT".

## Música

### 2008–2015: S.U.P.E.R y El Mundo Me Hizo Así
En el año 2008 regresó a Guatemala y continuo trabajando independientemente. En 2008 trabaja el sencillo Tell me de género electrónico junto Dj Ronxxx y Santiago Niño. Trabaja cuatro sencillos más del mismo género junto a Dj Ronxxx y otros DJs'.  En el año 2010 lanza al mercado su primer álbum S.U.P.E.R (Sexy, Urban Pop, Electro, Retro) del cual se desprenden los sencillos "Timbaolize", "Back To Roots", "Dont Know you/ No te Conozco" y "¿Dónde Está?" los cuales se colocan en los primeros lugares de popularidad en Guatemala. El track "S.U.P.E.R. es elegido por MTV Latinoamerica para formar parte de la banda sonora de su nueva serie Popland.
En el 2012, comienza la elaboración de su nuevo material discográfico bajo la producción de Juan Luis Lopera, Rudy Bethancourt y Santiago Carvajal (FAINAL). De dicho material se desprende el primer sencillo "Lejos", el cual se posiciona número 1 en los contéos más importantes del país y fue elegido para formar parte de la música original de la nueva serie de MTV Latinoamérica, Niñas Mal 2.  En el último trimestre del 2014 une fuerzas con la agrupación colombiana ALKILADOS y colaboran en el tema “Corazón Quebrado”. El videoclip de dicho sencillo supera las 400,000 vistas entre las plataformas Youtube y Facebook. Presenta su segundo álbum de estudio "EL MUNDO ME HIZO ASÍ" el 22 de junio de 2015.

### 2018: El nacimiento de Di WAV
En el 2018, luego de tres años de ausencia, Carpio conoce al productor/compositor nominado al Latin Grammy Marthin Chan, con quien produce su tercer material discográfico. Adopta el nombre artístico Di WAV y anuncia el lanzamiento de su primer sencillo "Dominos".
El 6 de diciembre de 2019 lanzó su EP conceptual Masoquista,    que contiene seis temas, bajo el sello Afonico Music. Su canción "Vampira en La Luz" es elegida como parte de la lista de reproducción de Billboard "Viva Friday", una recopilación de las mejores canciones latinas elegidas por los curadores de Billboard Latin.   Masoquista obtuvo el puesto 18 de los álbumes guatemaltecos más reproducidos de 2019 en Spotify.

### 2020-2021: "Despierta: Álbum Visual"
El EP "Despierta" de Di WAV se lanzó el 4 de febrero de 2021. El álbum de cuatro pistas fue producido por el ganador del Grammy Reuven Amiel y el nominado al Latin Grammy Marthin Chan, durante la pandemia de 2020.
El primer sencillo de "Despierta", "Mente Criminal", ocupó el puesto número 4 en las listas nacionales de Guatemala durante varias semanas. El álbum también incluye una versión de "Precious" de Depeche Mode. 
Un cortometraje/visual del álbum titulado "Despierta: Pensamientos de Cuarentena", fue escrito y dirigido por Di WAV y lanzado el 21 de mayo de 2021.

### 2022-2024: SURREAL: Explorando nuevos sonidos
Di WAV continuó lanzando música, experimentando con un sonido más indie y sumergiéndose profundamente en el rock n roll.   Alcanzó los cuartos de final en el Acto Apertura de Audacy Radio  Competencia por voto popular en Estados Unidos. En agosto de 2023 su tema “Singular” fue elegido por la emisora mexicana Reactor 105.7FM para formar parte de su selección de estrenos del mes. El 12 de julio de 2024 presenta su primer LP titulado "SURREAL", del cual se desprenden los sencillos "Morfina", "Ataúd", "México" y "En Cada Átomo", entre otros.
DI WAV ganó el Premio Estela 2024 a la “Mejor Canción Rock” con el tema “Singular” y en 2023 ganó el Premio Estela a la “Mejor Canción Rock” con su tema “Ataúd". 

### LPs
- SURREAL (2024)

### EPs
- Despierta (2021)
- Masoquista (2019)
- ELECTRO RETRO (2010/2022)

## Premios y nominaciones

### Premios Estela[15]
| Año  | Trabajo Nominado       | Categoría                  | Resultado |
| ---- | ---------------------- | -------------------------- | --------- |
| 2023 | Ataúd                  | Mejor Canción Rock         | Ganadora  |
| 2024 | Singular Ft. Velasquez | Mejor Canción Rock         | Ganadora  |
| 2024 | Amanecer Ft. Soapbox   | Mejor Canción Rock         | Nominada  |
| 2024 | En Cada Átomo          | Mejor Canción Pop Femenino | Nominada  |
| 2024 | Morfina                | Mejor Canción Indie        | Nominada  |
| 2024 | Amanecer Ft. Soapbox   | Mejor Featuring            | Nominada  |

### Premios 40 Principales[16]
| Año  | Trabajo Nominado | Categoría               | Resultado |
| ---- | ---------------- | ----------------------- | --------- |
| 2011 | S.U.P.E.R.       | Mejor Artista Guatemala | Nominada  |

## Filmografía

### Cine
| Año  | Título       | Rol          | Canción                |
| ---- | ------------ | ------------ | ---------------------- |
| 2019 | Nebaj (film) | Banda sonora | El Otro Lado del Cielo |

### Televisión
| Año  | Título      | Rol          | Canción   |
| ---- | ----------- | ------------ | --------- |
| 2013 | Niñas Mal 2 | Banda sonora | Lejos     |
| 2011 | Popland     | Banda sonora | S.U.P.E.R |